# Козјак (Румија)
Козјак је планински врх у Црној Гори, на планини Румија. Налази се југоисточно од града Бара. Висок је 1.424 метара.